# Canton des Monts d'Aunay
Le canton des Monts d'Aunay, précédemment appelé canton d'Aunay-sur-Odon, est une circonscription électorale française située dans le département du Calvados et la région Normandie. À la suite du redécoupage cantonal de 2014, les limites territoriales du canton sont remaniées. Le nombre de communes du canton passe de 17 à 49.

## Géographie
Ce canton est organisé autour d'Aunay-sur-Odon dans l'arrondissement de Vire et dans le Bocage virois. Son altitude varie de 97 m (Cahagnes) à 361 m (Le Plessis-Grimoult) pour une altitude moyenne de 242 m.

## Histoire
De 1840 à 1848, les cantons d'Aunay-sur-Odon et de Vassy avaient le même conseiller général (lois du 17 juin et 12 juillet 1840). Le nombre de conseillers généraux était limité à trente par département.
Un nouveau découpage territorial du Calvados entre en vigueur en mars 2015, défini par le décret du 17 février 2014, en application des lois du 17 mai 2013 (loi organique 2013-402 et loi 2013-403). Les conseillers départementaux sont, à compter de ces élections, élus au scrutin majoritaire binominal mixte. Les électeurs de chaque canton élisent au Conseil départemental, nouvelle appellation du Conseil général, deux membres de sexe différent, qui se présentent en binôme de candidats. Les conseillers départementaux sont élus pour 6 ans au scrutin binominal majoritaire à deux tours, l'accès au second tour nécessitant 12,5 % des inscrits au 1er tour. En outre la totalité des conseillers départementaux est renouvelée. Ce nouveau mode de scrutin nécessite un redécoupage des cantons dont le nombre est divisé par deux avec arrondi à l'unité impaire supérieure si ce nombre n'est pas entier impair, assorti de conditions de seuils minimaux. Dans le Calvados, le nombre de cantons passe ainsi de 49 à 25. Le nombre de communes du canton passe de 17 à 49.
Le canton prend sa dénomination actuelle par décret du 24 février 2021.

## Représentation

### Conseillers d'arrondissement (de 1833 à 1940)
Le canton d'Aunay appartenait à l'arrondissement de Vire.
| Période                                  | Période      | Identité                               | Étiquette | Qualité |
| ---------------------------------------- | ------------ | -------------------------------------- | --------- | --- |
| 1833                                     | 1845         | Hippolyte Madeline (de) Lavallée       |           | Propriétaire, maire de Danvou                                                                               |
| 1845                                     | 1852         | Penn Hellouin                          |           | Propriétaire, maire d'Aunay-sur-Odon                                                                        |
| 1852                                     | 1861         | M. Monsaint                            |           | Notaire à Aunay                                                                                             |
| 1861                                     |              | M. Picard                              |           | Notaire à Cahagnes                                                                                          |
|                                          |              |                                        |           | |
| 1871                                     | 1884         | Marquis Georges de Grouchy (1841-1898) |           | Capitaine d'état-major, propriétaire à La Ferrière-Duval                                                    |
| 1884                                     | 1921 (décès) | Charles Édeline (1855-1921)            | Radical   | Maire de Cahagnes, président du conseil d'arrondissement                                                    |
| 1921                                     | 1934         | Léon Prunier                           | Radical   | Maire des Loges                                                                                             |
| 1934                                     | 1936 (décès) | Adjutor Groult (1876-1936)             |           | Maire de Roucamps                                                                                           |
| 1937                                     | 1940         | Jules Butet                            |           | Maire de Cahagnes                                                                                           |
| 1940                                     |              |                                        |           | Les conseils d'arrondissement ont été suspendus par la loi du 12 octobre 1940 et n'ont jamais été réactivés |
| Les données manquantes sont à compléter. |              |                                        |           | |

### Conseillers généraux de 1833 à 2015
| Période | Période      | Identité                      | Étiquette          | Qualité |
| ------- | ------------ | ----------------------------- | ------------------ | --- |
| 1833    | 1861         | Zéphir Morin                  |                    | Médecin, maire d'Aunay-sur-Odon (1831-1834, 1843-1848 et 1851-1867) |
| 1861    | 1864 (décès) | Alphonse de Grouchy           | Droite             | Général, député de l'Allier (1830-1831), puis de la Gironde (1849-1851), sénateur (1852-1854), propriétaire du château de La Ferrière-Duval, fils du maréchal d'Empire Emmanuel de Grouchy |
| 1864    | 1890 (décès) | Vicomte Louis de Saint-Pierre | Centre gauche      | Propriétaire, maire de Saint-Pierre-du-Fresne, député (1871-1876), sénateur (1876-1890) |
| 1891    | 1895         | Marquis Georges de Grouchy    | Droite             | Officier d'état-major, ancien préfet du Calvados, maire de La Ferrière-Duval, ancien conseiller d'arrondissement, fils d'Alphonse de Grouchy                                               |
| 1895    | 1913         | Henri Gaillard                | Républicain rallié | Maire de Danvou |
| 1913    | 1919         | Alfred Frilley                | Républicain        | Maire d'Aunay-sur-Odon (1902-1919) |
| 1919    | 1931         | Jacques Rivierre              |                    | Huissier à Jurques |
| 1931    | 1940         | Louis Lacaine (1885-1968)     | RG                 | Médecin, maire d'Aunay-sur-Odon (1924-1955), nommé membre de la Commission administrative départementale en 1941                                                                           |
|         |              |                               |                    | |
| 1943    | 1945         | Jules Butet                   |                    | Conseiller d'arrondissement, maire de Cahagnes, nommé conseiller départemental en 1943 |
|         |              |                               |                    | |
| 1945    | 1955         | Louis Lacaine                 | DVD                | Médecin, maire d'Aunay-sur-Odon (1924-1955) |
| 1955    | 1973         | Jean Banchet                  | MRP puis Rad.      | Médecin à Aunay-sur-Odon |
| 1973    | 1998         | Marcel Bénard                 | DVD puis UDF       | Inséminateur, maire d'Aunay-sur-Odon (1988-2001) |
| 1998    | 2015         | Claude Hamelin                | DVD                | Agriculteur, maire de Saint-Georges-d'Aunay (1977-2015) |

Le canton participe à l'élection du député de la sixième circonscription du Calvados.

### Conseillers départementaux à partir de 2015
| Période élective | Période élective | Mandat    | Mandat    | Identité                                                   | Nuance | Nuance | Qualité |
| ---------------- | ---------------- | --------- | --------- | ---------------------------------------------------------- | ------ | ------ | --- |
| 2015             | 2021             | 2015      | 2021      | Christian Hauret                                           |        | DVD    | Agriculteur Maire de Maisoncelles-Pelvey (1989 → 2020) |
| 2015             | 2021             | 2015      | 2021      | Sylvie Lenourrichel                                        |        | DVD    | Maire de La Lande-sur-Drôme (1983 → 2017) Maire de Val de Drôme (2017 → 2020) Conseillère générale de Caumont-L'Éventé (1998 → 2015) 2e vice-présidente du conseil départemental du Calvados |
| 2021             | 2028             | 2021      | en cours  | Christian Hauret                                           |        | DVD    | Conseiller sortant Agriculteur retraité à Maisoncelles-Pelvey |
| 2021             | 2028             | 2021      | Juin 2025 | Sylvie Lenourrichel (Démissionnaire)                       |        | DVD    | Conseillère sortante Première vice-présidente du conseil départemental |
| 2021             | 2028             | Juin 2025 | En cours  | Stéphanie Leberrurier (Remplaçante de Sylvie Lenourrichel) |        | DVD    | Assistante de direction Maire de Villers-Bocage (2020 → ) Vice-présidente de la CC Pré-Bocage Intercom                                                                                       |

### Résultats détaillés

#### Élections de mars 2015
À l'issue du 1er tour des élections départementales de 2015, deux binômes sont en ballottage : Sabine De Villeroché et Denis Derdos (FN, 33,68 %) et Christian Hauret et Sylvie Lenourrichel (DVD, 23,82 %). Le taux de participation est de 49,69 % (9 025 votants sur 18 163 inscrits) contre 51,43 % au niveau départemental et 50,17 % au niveau national. À l'issue du 2e tour, le binôme composé de Christian Hauret et Sylvie Lenourrichel remporte le canton (61,12 % des voix). Le taux de participation est de 46,30 % (8 412 votants sur 18 169 inscrits).

#### Élections de juin 2021
Le premier tour des élections départementales de 2021 est marqué par un très faible taux de participation (33,26 % au niveau national). Dans le canton des Monts d'Aunay, ce taux de participation est de 32,69 % (6 046 votants sur 18 493 inscrits) contre 34,31 % au niveau départemental. À l'issue de ce premier tour, deux binômes sont en ballottage : Christian Hauret et Sylvie Lenourrichel (DVD, 42,81 %) et Estelle Duval et Patrick Saint-Lo (DVC, 33,99 %).
Le second tour des élections est marqué une nouvelle fois par une abstention massive équivalente au premier tour. Les taux de participation sont de 34,3 % au niveau national, 34,65 % dans le département et 31,84 % dans le canton des Monts d'Aunay. Christian Hauret et Sylvie Lenourrichel (DVD) sont élus avec 55,23 % des suffrages exprimés (2 947 voix pour 5 891 votants et 18 499 inscrits),,.

## Composition

### Composition avant 2015

Situation du canton dans l'arrondissement de Vire.

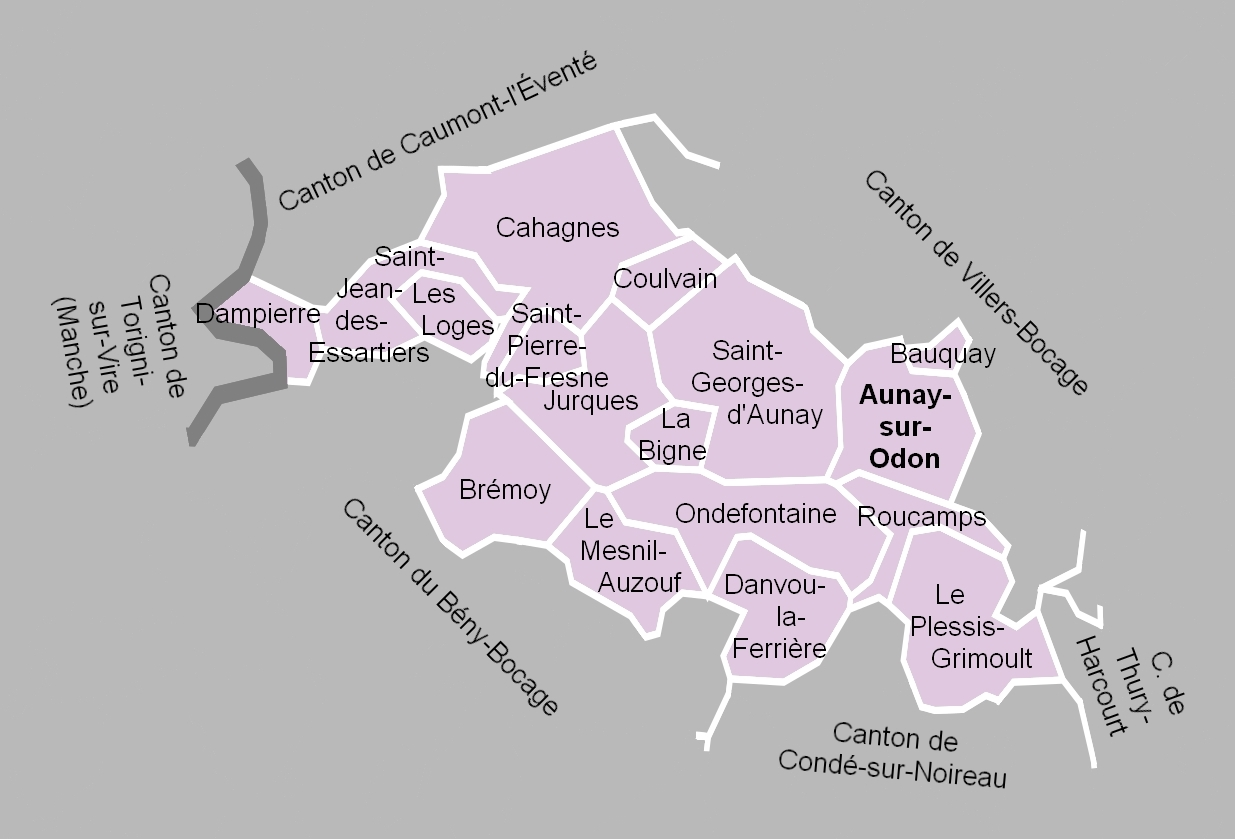
La carte des communes de l'ancien canton. Les cantons limitrophes étaient ceux de Torigni-sur-Vire, de Caumont-l'Éventé, de Villers-Bocage, de Thury-Harcourt, de Condé-sur-Noireau et du Bény-Bocage.

Le canton d'Aunay-sur-Odon regroupait dix-sept communes.
| Nom                        | Code Insee | Codepostal | Superficie (km2) | Population (dernière pop. légale) | Densité (hab./km2) |
| -------------------------- | ---------- | ---------- | ---------------- | --------------------------------- | ------------------ |
| Aunay-sur-Odon (chef-lieu) | 14027      | 14260      | 12,74            | 3 099 (2010)                      | 243                |
| Bauquay                    | 14056      | 14260      | 1,79             | 254 (2010)                        | 142                |
| La Bigne                   | 14073      | 14260      | 3,85             | 197 (2010)                        | 51                 |
| Brémoy                     | 14096      | 14260      | 12,50            | 215 (2012)                        | 17                 |
| Cahagnes                   | 14120      | 14240      | 24,35            | 1 386 (2012)                      | 57                 |
| Coulvain                   | 14188      | 14310      | 4,31             | 365 (2010)                        | 85                 |
| Dampierre                  | 14217      | 14350      | 5,26             | 116 (2009)                        | 22                 |
| Danvou-la-Ferrière         | 14219      | 14770      | 11,51            | 165 (2010)                        | 14                 |
| Jurques                    | 14347      | 14260      | 12,69            | 653 (2009)                        | 51                 |
| Les Loges                  | 14374      | 14240      | 4,46             | 125 (2012)                        | 28                 |
| Le Mesnil-Auzouf           | 14413      | 14260      | 9,24             | 338 (2010)                        | 37                 |
| Ondefontaine               | 14477      | 14260      | 15,26            | 319 (2010)                        | 21                 |
| Le Plessis-Grimoult        | 14508      | 14770      | 16,15            | 356 (2009)                        | 22                 |
| Roucamps                   | 14544      | 14260      | 5,41             | 194 (2010)                        | 36                 |
| Saint-Georges-d'Aunay      | 14579      | 14260      | 23,51            | 711 (2010)                        | 30                 |
| Saint-Jean-des-Essartiers  | 14596      | 14350      | 8,27             | 203 (2009)                        | 25                 |
| Saint-Pierre-du-Fresne     | 14650      | 14260      | 3,43             | 198 (2012)                        | 58                 |

À la suite du redécoupage des cantons pour 2015, toutes les communes à l'exception du Plessis-Grimoult sont à nouveau rattachées au canton d'Aunay-sur-Odon auquel s'ajoutent les vingt-deux communes du canton de Villers-Bocage, dix communes du canton de Caumont-l'Éventé et une du canton de Balleroy. La commune du Plessis-Grimoult est intégrée au canton de Condé-sur-Noireau.

#### Ancienne commune
La commune de La Ferrière-Duval, associée à Danvou le 1er janvier 1973 (la commune prenant alors le nom de Danvou-la-Ferrière), puis définitivement absorbée le 1er septembre 1977, était la seule commune supprimée, depuis la création des communes sous la Révolution, incluse dans le territoire du canton d'Aunay-sur-Odon antérieur à 2015.

### Composition après 2015
Le canton d'Aunay-sur-Odon comprenait quarante-neuf communes entières à sa création.
À la suite de la création des communes nouvelles de Seulline le 1er janvier 2016 et de Dialan sur Chaîne, Les Monts d'Aunay, Val de Drôme le 1er janvier 2017, le nombre de communes passe à 28.
| Nom                                       | Code Insee | Intercommunalité        | Superficie (km2) | Population (dernière pop. légale)              | Densité (hab./km2) | Modifier                                    |
| ----------------------------------------- | ---------- | ----------------------- | ---------------- | ---------------------------------------------- | ------------------ | ------------------------------------------- |
| Les Monts d'Aunay (bureau centralisateur) | 14027      | CC Pré-Bocage Intercom  | 69,43            | Fraction : 4 351 (2022) Commune : 4 664 (2022) | 67                 | modifier les données · modifier les données |
| Amayé-sur-Seulles                         | 14007      | CC Pré-Bocage Intercom  | 5,62             | 211 (2022)                                     | 38                 | modifier les données · modifier les données |
| Aurseulles                                | 14581      | CC Pré-Bocage Intercom  | 46,00            | 1 908 (2022)                                   | 41                 | modifier les données · modifier les données |
| Bonnemaison                               | 14084      | CC Pré-Bocage Intercom  | 8,40             | 401 (2022)                                     | 48                 | modifier les données · modifier les données |
| Brémoy                                    | 14096      | CC Pré-Bocage Intercom  | 12,50            | 257 (2022)                                     | 21                 | modifier les données · modifier les données |
| Cahagnes                                  | 14120      | CC Pré-Bocage Intercom  | 24,35            | 1 408 (2022)                                   | 58                 | modifier les données · modifier les données |
| Caumont-sur-Aure                          | 14143      | CC Pré-Bocage Intercom  | 39,93            | 2 439 (2022)                                   | 61                 | modifier les données · modifier les données |
| Courvaudon                                | 14195      | CC Pré-Bocage Intercom  | 9,53             | 287 (2022)                                     | 30                 | modifier les données · modifier les données |
| Dialan sur Chaîne                         | 14347      | CC Pré-Bocage Intercom  | 21,93            | 1 009 (2022)                                   | 46                 | modifier les données · modifier les données |
| Épinay-sur-Odon                           | 14241      | CC Pré-Bocage Intercom  | 11,58            | 629 (2022)                                     | 54                 | modifier les données · modifier les données |
| Hottot-les-Bagues                         | 14336      | CC Seulles Terre et Mer | 8,39             | 461 (2022)                                     | 55                 | modifier les données · modifier les données |
| Landes-sur-Ajon                           | 14353      | CC Pré-Bocage Intercom  | 6,00             | 459 (2022)                                     | 77                 | modifier les données · modifier les données |
| Lingèvres                                 | 14364      | CC Seulles Terre et Mer | 14,46            | 451 (2022)                                     | 31                 | modifier les données · modifier les données |
| Les Loges                                 | 14374      | CC Pré-Bocage Intercom  | 4,46             | 141 (2022)                                     | 32                 | modifier les données · modifier les données |
| Longvillers                               | 14379      | CC Pré-Bocage Intercom  | 6,65             | 356 (2022)                                     | 54                 | modifier les données · modifier les données |
| Maisoncelles-Pelvey                       | 14389      | CC Pré-Bocage Intercom  | 5,40             | 251 (2022)                                     | 46                 | modifier les données · modifier les données |
| Maisoncelles-sur-Ajon                     | 14390      | CC Pré-Bocage Intercom  | 4,24             | 201 (2022)                                     | 47                 | modifier les données · modifier les données |
| Malherbe-sur-Ajon                         | 14037      | CC Pré-Bocage Intercom  | 11,77            | 573 (2022)                                     | 49                 | modifier les données · modifier les données |
| Le Mesnil-au-Grain                        | 14412      | CC Pré-Bocage Intercom  | 4,30             | 74 (2022)                                      | 17                 | modifier les données · modifier les données |
| Monts-en-Bessin                           | 14449      | CC Pré-Bocage Intercom  | 7,16             | 417 (2022)                                     | 58                 | modifier les données · modifier les données |
| Parfouru-sur-Odon                         | 14491      | CC Pré-Bocage Intercom  | 3,65             | 197 (2022)                                     | 54                 | modifier les données · modifier les données |
| Saint-Louet-sur-Seulles                   | 14607      | CC Pré-Bocage Intercom  | 4,33             | 135 (2022)                                     | 31                 | modifier les données · modifier les données |
| Saint-Pierre-du-Fresne                    | 14650      | CC Pré-Bocage Intercom  | 3,43             | 181 (2022)                                     | 53                 | modifier les données · modifier les données |
| Seulline                                  | 14579      | CC Pré-Bocage Intercom  | 31,67            | 1 309 (2022)                                   | 41                 | modifier les données · modifier les données |
| Tracy-Bocage                              | 14708      | CC Pré-Bocage Intercom  | 5,24             | 305 (2022)                                     | 58                 | modifier les données · modifier les données |
| Val d'Arry                                | 14475      | CC Pré-Bocage Intercom  | 24,54            | 2 455 (2022)                                   | 100                | modifier les données · modifier les données |
| Val de Drôme                              | 14672      | CC Pré-Bocage Intercom  | 27,62            | 895 (2022)                                     | 32                 | modifier les données · modifier les données |
| Villers-Bocage                            | 14752      | CC Pré-Bocage Intercom  | 5,76             | 3 113 (2022)                                   | 540                | modifier les données · modifier les données |
| Villy-Bocage                              | 14760      | CC Pré-Bocage Intercom  | 11,39            | 709 (2022)                                     | 62                 | modifier les données · modifier les données |
| Canton des Monts d'Aunay                  | 1401       |                         |                  | 25 583 (2022)                                  |                    | modifier les données                        |

## Démographie

### Démographie avant 2015
| 1962  | 1968  | 1975  | 1982  | 1990  | 1999  | 2006  | 2011  | 2012  |
| ----- | ----- | ----- | ----- | ----- | ----- | ----- | ----- | ----- |
| 8 625 | 8 242 | 7 533 | 7 497 | 7 285 | 7 790 | 8 348 | 9 052 | 9 200 |

### Démographie depuis 2015
En 2022, le canton comptait 25 583 habitants, en évolution de +0,78 % par rapport à 2016 (Calvados : +1,58 %, France hors Mayotte : +2,11 %).
| 2013   | 2018   | 2022   |
| ------ | ------ | ------ |
| 25 409 | 25 362 | 25 583 |